# LaGerald Vick
LaGerald Montrell Vick (Memphis, 12 gennaio 1997) è un cestista statunitense.

## Carriera
Con gli Stati Uniti ha disputato le Universiadi di Gwangju 2015.

## Palmarès
- CIBACOPA: 1

Astros de Jalisco: 2023